# Кад би чаша знала — Лаку ноћ љубави
Кад би чаша знала — Лаку ноћ љубави је десети музички албум српског певача Шабана Шаулића. Објављен је 1986. године у издању музичке куће Југодиск. На албуму се налази десет песама. Издвојиле су се песме Кад би чаша знала и Дођи за боље сутра.

## Песме
| Бр. | Назив песме               | Трајање |
| --- | ------------------------- | ------- |
| 1.  | Кад би чаша знала         | 03:18   |
| 2.  | Дођи за боље сутра        | 03:45   |
| 3.  | Никоме те не дам          | 05:00   |
| 4.  | Мајчина песма             | 02:06   |
| 5.  | Ти си олуја               | 02:23   |
| 6.  | Лаку ноћ љубави           | 03:24   |
| 7.  | Ти си за мене рођена      | 03:22   |
| 8.  | Још увек сам исти         | 03:40   |
| 9.  | То је жена коју волим     | 02:48   |
| 10. | Ловачко риболовачка песма | 03:09   |

Информације
- Одговорни уредник: Живадин Јовановић
- Рецензент: Света Вуковић
- Уредник, продуцент: Шабан Шаулић
- Оркестар: Оркестар Мирка Кодића
- Пратећи вокали: Ансамбл „Лоле”, Снежана Ђуришић
- Тон мајстор: Александар Радојичић
- Фотографија: Зоран Кузмановић
- Снимано у студију Музички електронски атеље „ЕМА”, Београд[2]